# Andión
Andión es un despoblado español del municipio de Mendigorría, en la comunidad autónoma de Navarra.

## Historia
El lugar se correspondería con el antiguo Andelo vascón.
Hacia mediados del siglo XIX, el lugar ya estaba despoblado y ya pertenecía al municipio de Mendigorría. Aparece descrito en el segundo volumen del Diccionario geográfico-estadístico-histórico de España y sus posesiones de Ultramar de Pascual Madoz con las siguientes palabras:

ANDION: desp. en la prov. de Navarra, part. jud. de Tafalla, térm. jurisd. de Mendigorria (1/2 leg. NE.): sit. á la der. del r. Arga en una eminencia con libre ventilacion y clima saludable. Tiene una erm. dedicada á la Virgen del mismo titulo, cuyo edificio es de hermosa piedra de silleria, y de muy bellas proporciones en su interior con su correspondiente coro, sacristia y altar mayor todo dorado; sobre la puerta de la sacristia y altar mayor todo dorado; sobre la puerta de la sacristia en el lado del Evangelio se halla colocado el escudo de armas de la mencionada v., y en la parte inferior del mismo la siguiente inscripcion: «Soy de la villa de Mendigorría. Me coloracon aqui sus vecinos á 7 de junío del ano de de 1661;» contigua á la ermita hay una casa muy capaz y de buena fáb., destinada para recibir á los que van en romeria y para habitacion del ermitaño y su familia, el cual tiene obligacion de cuidar del aseo y decoro del santuario, cuyo trabajo se le remunera con algunas limosnas y con el usufructo de algunos huertecitos inmediatos. Confina por N. con térm. de Cirauqui (1 leg.), por E. con el r. Arga, por S. con el de Larraga (1/2) y por O. con el de Oteyza (3/4). El terreno en lo general es llano, con pendiente hácia el NE. muy á propósito para fortalea ant.: prod.: se cosecha trigo, cebada, avena, legumbres y hortalizas; cria muchos y escelentes pastos para gando vacuno, lanar y cabrio, y abunda en caza de liebres, conejos y perdices. Historia. Es el ant. Andelus ó Andélon de los vascones y romanos; Ptolomeo y Plinio designan á Andélon como uno de los pueblos vascones pertenecientes al conv. jurídico de Césaraugusta (hoy Zaragoza). Masdeu en el tomo 6.º de su historia critica coloca á Andélon en el catálogo de las c. vasconas y romanas, que ademas de gozar desde el tiempo el emperador Vespasiano del fuero de Lacio, era uno de los pueblos estipendiarios, segun Moret lib. 1.º, cap. 4.º, párrafo 2.º de los anales de Navarra. Que este era el ant. Andélon lo acredita en primer lugar la analogia entre el nombre de Andion y Andélon, como tambien los vestigios y ruinas subterráneas de suntuosos edificios, entre otros los de una portada de casa ó palacio de formas y proporciones colosales, mayores que las de la portada de la cated. de Pamplona, de mejor pulimento y labor mas delicada, cuyos restos fueron hallados por unos cazadores en 1816; pero en el año de 1833 un labrador encontró en un campo frente á la ermita tres ó cuatro columnas de figura cilindrica, fabricadas de piedra arenisca y con gusto; sabiéndose tambien por tradicion que hará unos 80 años que un vec. de Mendigorria halló un depósito ó vasija que contenia porcion de monedas romanas de plata y cobre. Sin embargo de lo dicho, lo que mas hace creer que el desp. de que tratamos era la ant. Andélon son las dos lápidas ó inscripciones sepulcrales de hermosos y finos caractéres que aun se conservan asi despues de 20 siglos, como si acabaran de salir de manos del artífice, y que algun cantero ignorante, las colocó detras de la pared de la sacristia en el lado del huerto; y son las mismas que vió el P. Moret hácia los años de 1640 á 1650 cuando escribia sus obras literarias, de las que hace una minuciosa relacion en el lib. 1.º, cap. 2.º, párrafo 4.º y tomo de investigaciones históricas de las antigüedades del reino de Navarra; las vió al pie de un arco de costosa fáb. y parecian arrancadas de él por la impericia (dicho arco probablemente fue destruido cuando se restauró la ermita que hoy subsiste). Las citadas inscripciones son como sigue: Primera. CALPURNIÆ URCHATE TELLI FILIA L.ÆMILIUS SERANUS MATRI. Segunda. L.ÆMILIO SERRANO, L:ÆMILIUS SÉRANUS FILIUS. cuyo contenido se refiere á la época ó dominacion de los romanos. No contradice lo espuesto la lápida encontrada en Santacara de Navarra, que cita lo mismo Moret en el párrafo 4.º, cap. 2.º, lib. 1.º de sus investigaciones, la cual murió de edad de 30 años, y mandada poner por su marido Calpurnio Estivas, y por Sempronio, su hermano; pues Moret resuelve la dificultad, diciendo que su padre Firmo era natural de Andélon, y ella probablemente tambien; pero que se estableceria ó casaria en Santacara, porque si hubiese nacido en este último pueblo no se espresara por ser muy sabido. Casi puede asegurarse que Andélon permaneció hasta la invasion de los godos ó de los árabes, como sucedió á otros pueblos de la Peninsula; despues hácia los siglos XI y XII, época de la restauracion de muchas pobl. de Navarra, hubo de repoblarse Andion, mas no con la grandeza del tiempo de los romanos. Segun consta de documentos auténticos, ya por el año de 1176 existia aquel, y tenia 49 vec. con un palacio y varios molinos en las márg. del r. Arga: muy verosímil es que continuó en este estado hasta el último tercio del siglo XV, época de su total destruccion, que se verificó con motivo de las guerras civiles de Navarra entre los bandos llamados agramontes y Beamontes, que duraron cerca de 50 años; en este tiempo la v. de Mendigorria, siguió constantemente el partido de los agramonteses, y de consiguiente el del rey D. Juan II de Aragon, tambien rey de Navarra, que conservaba siempre guarnicion de soldados aragoneses, catalanes y valencianos en el cast. ó recinto fortificado de Mendigorria, en el cual se refugiaron los vec. de Andion, perseguidos por el condestable de Lerin, y desde entonces quedaron confundidos sus intereses con los de la espresada v., formando comunidad y un mismo pueblo, toda vez que el de Andion fue asolado por los beamonteses en venganza de dicha resolucion: posteriormente y hácia los años de 1650 á 1660 se restableció la mencionada ermita con la advocacion de Ntra. Sra. de Andion (patrona del ant. pueblo del mismo nombre), en la forma que en el dia tiene y queda referida.
(Madoz, 1845, p. 286)